# Paraserixia
Paraserixia är ett släkte av skalbaggar. Paraserixia ingår i familjen långhorningar.
Kladogram enligt Catalogue of Life:
| Paraserixia | \| \| Paraserixia borneensis \| \| \| \| \| \| Paraserixia flava \| \| \| \| |
|             | \| \| Paraserixia borneensis \| \| \| \| \| \| Paraserixia flava \| \| \| \| |
|             | Paraserixia borneensis                                                       |
|             |                                                                              |
|             | Paraserixia flava                                                            |
|             |                                                                              |